# Universitat Catòlica Portuguesa
La Universitat Catòlica Portuguesa (en portuguès, Universidade Católica Portuguesa, també anomenada Catòlica o UCP) és una universitat privada portuguesa amb seu a Lisboa.

## Història
La UCP va ser creada a Braga el 1967, a resultes del Concordat del 1940 entre el govern de la República Portuguesa i la Santa Seu. Va obtenir reconeixement oficial el 1971. Té campus a Lisboa, Porto, Braga i Viseu; que es reparteixen un total de divuit facultats, escoles i instituts.
La Universitat Catòlica Portuguesa marca la continuïtat de la presència secular de la Companyia de Jesús a l'ensenyament superior de Portugal, iniciada poc després de 1540, amb l'arribada dels jesuïtes al país. L'establiment de centres d'estudi se succeeix de forma irregular fins a 1947, any en què el Ministeri d'Educació atorga el grau de Facultat Pontifícia a l'Institut B. Miquel Carvalho de Braga, començant així la institucionalització de la futura Universitat Catòlica.
El 1967 aquesta Facultat és declarada, pel decret Lusitanorum nobilissima gens de 3 d'octubre de 1967, Facultat de Filosofia de la Universitat Catòlica Portuguesa. Va ser la primera Facultat de la nova Universitat que, el 1968, va prosseguir la seva expansió amb la Facultat de Teologia de Lisboa.